# 한영혜
한영혜(韓英恵, 1990년 11월 7일~)는 대한민국의 배우이자, 모델이다.

## 젊은 시절
1990년 11월 7일 일본 시즈오카현에서 태어났다. 아버지는 서울특별시 출신 한국인이며, 어머니는 일본인이다. 일본어와 한국어 모두 유창하다.